# Patinação artística nos Jogos Olímpicos de Inverno de 2002
As competições de patinação artística nos Jogos Olímpicos de Inverno de 2002 foram disputadas no Salt Lake Ice Center em Salt Lake City, nos Estados Unidos.

## Eventos
- Individual masculino
- Individual feminino
- Duplas mistas
- Dança no gelo

## Medalhistas
| Evento                        | Ouro                                                                                 | Prata                                    | Bronze                                           |
| ----------------------------- | ------------------------------------------------------------------------------------ | ---------------------------------------- | ------------------------------------------------ |
| Individual masculino detalhes | Alexei Yagudin RUS Rússia                                                            | Evgeni Plushenko RUS Rússia              | Timothy Goebel USA Estados Unidos                |
| Individual feminino detalhes  | Sarah Hughes USA Estados Unidos                                                      | Irina Slutskaya RUS Rússia               | Michelle Kwan USA Estados Unidos                 |
| Duplas detalhes               | Elena Berezhnaya Anton Sikharulidze RUS Rússia Jamie Salé David Pelletier CAN Canadá | nenhum                                   | Shen Xue Zhao Hongbo CHN China                   |
| Dança no gelo detalhes        | Marina Anissina Gwendal Peizerat FRA França                                          | Irina Lobacheva Ilia Averbukh RUS Rússia | Barbara Fusar Poli Maurizio Margaglio ITA Itália |

## Quadro de medalhas
| Ordem | País               | Medalha de ouro | Medalha de prata | Medalha de bronze |    | Ordem por total |
| ----- | ------------------ | --------------- | ---------------- | ----------------- | -- | --------------- |
| 1     | RUS Rússia         | 2               | 3                |                   | 5  | 1               |
| 2     | USA Estados Unidos | 1               |                  | 2                 | 3  | 2               |
| 3     | CAN Canadá         | 1               |                  |                   | 1  | 3               |
| 3     | FRA França         | 1               |                  |                   | 1  | 3               |
| 5     | CHN China          |                 |                  | 1                 | 1  | 3               |
| 5     | ITA Itália         |                 |                  | 1                 | 1  | 3               |
| TOTAL | TOTAL              | 5               | 3                | 4                 | 12 | —               |